# Kol'čuginskij rajon
Il Kol'čuginskij rajon (in russo Кольчугинский район?) è un rajon dell'Oblast' di Vladimir, nella Russia europea, il cui capoluogo è Kol'čugino. Istituito il 10 aprile 1929, il rajon ricopre una superficie di 1.148 chilometri quadrati ed ospita una popolazione di circa 55.000 abitanti.